# 1924.
◄ | 19. stoljeće | 20. stoljeće | 21. stoljeće | ►
◄ | 1890-ih | 1900-ih | 1910-ih | 1920-ih | 1930-ih | 1940-ih | 1950-ih | ►
◄◄ | ◄ | 1921. | 1922. | 1923. | 1924. | 1925. | 1926. | 1927. | ► | ►►
Arhitektura • Astronomija • Biologija • Film • Fotografija • Glazba • Kazalište • Kemija • Kiparstvo • Knjige • Književnost • Kršćanstvo • Meteorologija • Medicina • Planinarstvo • Politika • Pravo • Promet • Slikarstvo • Strip • Šport • Televizija • Znanost • Zrakoplovstvo • Željeznički promet

## Događaji
- Osnovan Hrvatski motociklistički savez.[1]
- Utemeljen AEK Atena BC, košarkaški klub
- Izgrađena Lička pruga koja je naokon povezala Zagreb i Split i tako do tada prometno izoliranu Dalmaciju s ostatkom zemlje.
- Louis de Broglie – val i čestica istovremeno su i val i čestica
- David Levy uvodi Rorschachov test mrlja u Ameriku.
- 27. siječnja – Predsjednik Vlade Nikola Pašić i ministar vanjskih poslova Momčilo Ninčić sa strane Kraljevine SHS i predsjednik Vlade Benito Mussolini sa strane Kraljevine Italije potpisali Rimske ugovore, kojima je Rijeka predana Italiji i materijalizirana D'Annunzijeva talijanska okupacija.
- 20. srpnja – osnovana Svjetska šahovska organizacija (FIDE)

## Rođenja

### Siječanj – ožujak
- 10. siječnja – Mladen Raukar, hrvatski pijanist, televizijski urednik i redatelj († 1999.)
- 11. siječnja – Roger Guillemin, francuski liječnik († 2024.)
- 14. siječnja – Bonaventura Duda, hrvatski teolog, bibličar, franjevac i dopisni član Hrvatske akademije znanosti i umjetnosti († 2017.)
- 21. siječnja – Benny Hill, britanski glumac († 1992.)
- 26. siječnja – Mladen Bjažić, hrvatski pjesnik, književnik, novinar i dugogodišnji urednik dječjih programa Radija i televizije Zagreb († 2017.)
- 19. veljače – Lee Marvin, američki glumac († 1987.)
- 1. ožujka – Đurđica Cvitanović, hrvatska povjesničarka umjetnosti († 2009.)
- 24. ožujka – Milko Kelemen, hrvatski skladatelj i dirigent († 2018.)

### Travanj – lipanj
- 3. travnja – Marlon Brando, američki glumac († 2004.)
- 9. travnja – Julije Njikoš, hrvatski skladatelj († 2010.)
- 16. travnja – Henry Mancini, američki skladatelj († 1994.)
- 1. svibnja – Anđelka Martić, hrvatska književnica i prevoditeljica († 2020.)
- 4. svibnja – Nenad Brixy, hrvatski novinar i književnik († 1984.)
- 22. svibnja – Charles Aznavour, francuski šansonijer, skladatelj i glumac
- 12. lipnja – George H. W. Bush, 41. predsjednik SAD-a († 2018.)
- 20. lipnja – Audie Murphy, američki glumac i ratni heroj († 1971.)
- 21. lipnja – Marga López, meksička glumica († 2005.)
- 24. lipnja – Nellie Jane Gray, američka ekonomistica, pravnica i pro-life aktivistica († 2012.)
- 25. lipnja – Sidney Lumet, američki filmski redatelj († 2011.)

### Srpanj – rujan
- 4. srpnja – Eva Marie Saint, američka glumica († 2018.)
- 24. srpnja – Aleksandar Flaker, hrvatski književni teoretičar i esejist poljskog porijekla († 2010.)
- 1. kolovoza – Abdullah bin Abdulaziz al-Saud, kralj Saudiske Arabije († 2015.)
- 23. kolovoza – Natuzza Evolo, talijanska katolička mističarka († 2009.)
- 23. kolovoza – Ephraim Kishon, izraelski humorist, dramatičar, scenarist i filmski redatelj († 2005.)
- 28. kolovoza – Berislav Klobučar, hrvatski dirigent († 2014.)
- 8. rujna – Rajka Vali, hrvatska pjevačica zabavnih melodija († 2011.)
- 16. rujna – Lauren Bacall, američka filmska glumica († 2014.)
- 22. rujna – Elena Spirgevičiūtė, litavska mučenica († 1944.)

### Listopad – prosinac
- 1. listopada – Jimmy Carter, 39. predsjednik SAD-a († 2024.)
- 10. listopada – Edward D. Wood, američki redatelj, scenarist i glumac († 1978.)
- 1. studenog – Süleyman Demirel, turski političar i državnik († 2015.)
- 16. studenog – Elizabeta Toplek, hrvatska pjevačica († 2017.)
- 21. studenog – Milka Planinc, hrvatska političarka († 2010.)
- 11. prosinca – Charles Bachman, američki informatičar († 2017.)
- 13. prosinca – Ana Blažeković, hrvatska književnica i prevoditeljica († 2019.)
- 14. prosinca – Raj Kapoor, indijski glumac i redatelj († 1988.)

### Nepoznat datum rođenja
- Marijan Kunšt, hrvatski operni pjevač († 1992.)

## Smrti

### Siječanj – ožujak
- 21. siječnja – Vladimir Iljič Lenjin, ruski revolucionar, državnik, pisac; osnivač komunizma i Sovjetskoga Saveza (* 1870.)
- 3. veljače – Woodrow Wilson, 28. predsjednik SAD-a (* 1856.)

### Travanj – lipanj
- 21. travnja – Eleonora Giulia Amelie Duse, talijanska glumica (* 1858.)
- 3. lipnja – Franz Kafka, njemački književnik (* 1883.)

### Srpanj – rujan
- 3. kolovoza – Joseph Conrad, engleski prozaist poljskoga podrijetla (* 1857.)

### Listopad – prosinac
- 12. listopada – Anatole France, francuski književnik (* 1844.)
- 1. studenog – Josip Lang, hrvatski biskup (* 1857.)
- 29. studenog – Giacomo Puccini, talijanski skladatelj (* 1858.)
- 29. prosinca – Carl Spitteler, švicarski književnik (* 1845.)

## Nobelova nagrada za 1924. godinu
- Fizika: Karl Manne Georg Siegbahn
- Kemija: nije dodijeljena
- Fiziologija i medicina: Willem Einthoven
- Književnost: Władysław Reymont
- Mir: nije dodijeljena

## Vanjske poveznice
|  | Zajednički poslužitelj ima još gradiva o temi 1924. |